# اولریک آدولف پلسنر

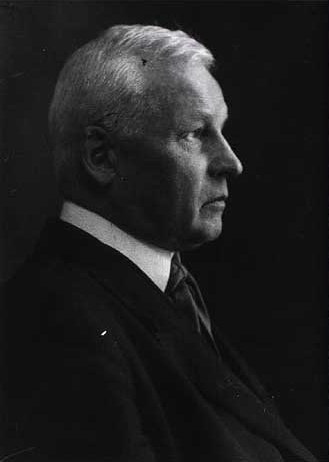
اولریک پلزنر

اولریک آدولف پلسنر، که معمولاً با نام اولریک پلسنر شناخته می‌شود (۱۷ مه ۱۸۶۱ در ودرسو – ۲۲ نوامبر ۱۹۳۳ در اسکاگن) یک معمار مبتکر دانمارکی بود که در آغاز قرن بیستم به سبک رمانتیک ملی طراحی کرد. او به‌ویژه به‌خاطر تأثیرش بر سبک معماری مورد استفاده در اسکاگن در شمال یوتلند به یاد می‌آید.

## اوایل زندگی
ا او پسر کشیش محله جی اف پلزنر بود. پس از حضور در مدرسه فنی کپنهاگ (Teknisk Selskabs Skole)، او وارد دانشکده معماری در آکادمی سلطنتی دانمارک و در آنجا زیر نظر مارتین نایروپ تحصیل کرد و در سال ۱۸۹۳ فارغ‌التحصیل شد. او یک سبک ساده را ایجاد کرد که با ساختارهای فشرده از آجر قرمز با قرنیزها و تزئینات سفید مشخص می‌شود.

## حرفه

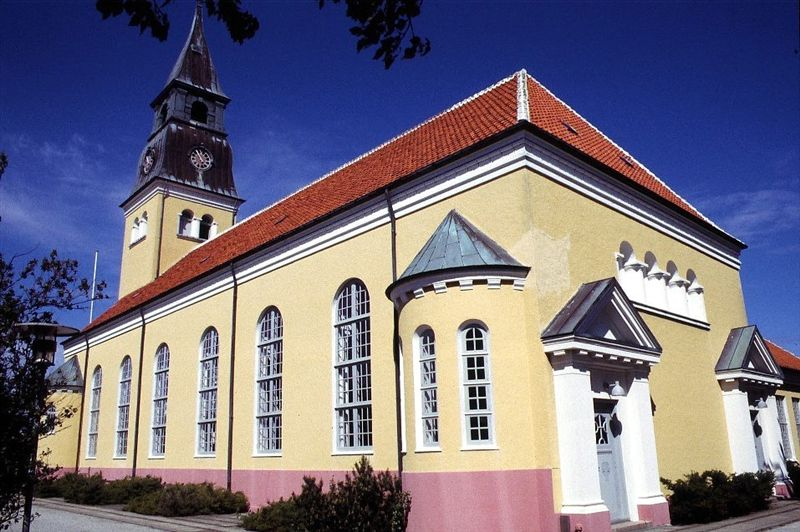
کلیسای اسکاگن توسط اولریک پلزنر در سال ۱۹۱۰ بازسازی شد

پلزنر برای اولین بار به دلیل گسترش هتل بروندومز در اسکاگن مورد توجه قرار گرفت که در سال ۱۸۹۲ تکمیل شد. بیشتر کارهای بعدی او در اسکاگن بود، جایی که او برای دوره‌های طولانی زندگی کرد و از نزدیک با مستعمره هنرمندان معروف به نقاشان اسکاگن مرتبط شد. او که بسیار مورد احترام همکارانش بود، در توسعه سبک اصلی آن دوره یعنی تاریخ گرایی مشارکت داشت. او همچنین با توروالد بیندسبال که با او همکاری می‌کرد و اغلب دکوراسیون داخلی را به سبک هنر نو طراحی می‌کرد، ارتباط داشت.

## کمک به معماری اسکاگن
پلزنر برای اولین بار در سال ۱۸۹۱ در ارتباط با تأسیس فانوس دریایی هوجن وارد اسکاگن شد. در همان سال او اولین پسوند هتل بروندومز را طراحی کرد. در همان سال، او خانه متعلق به پیدر سورین کرویر را بازسازی کرد و در سال ۱۹۱۳ خانه ای را برای مایکل و آنا آنکر طراحی کرد. در سال ۱۹۱۹، او طرح‌های اولیه‌ای را برای موزه اسکاگنز طراحی کرد و به طراحی ایستگاه راه‌آهن شهر، بیمارستان، بانک، اقامتگاه ارباب بندر، اداره پست و خانه‌های خصوصی متعدد ادامه داد. پلزنر در سال ۱۹۳۳ بر اثر حمله قلبی درگذشت.